# Anthidium colliguayanum
Anthidium colliguayanum är en biart som beskrevs av toro, Rojas och > 1970. Anthidium colliguayanum ingår i släktet ullbin, och familjen buksamlarbin. Inga underarter finns listade i Catalogue of Life.